# Billard-Terminologie
Die Billard-Terminologie behandelt die verschiedenen Fachbegriffe dieser Sportart/en (Glossar). Diese unterscheiden sich, je nach Disziplin, erheblich, da sie oft eine unterschiedliche Entstehungsgeschichte vorweisen. Dies kann auch, je nach Land, unterschiedlich sein, obwohl sie dieselbe Sprache (z. B. Englisch) benutzen. Im weiteren Sinne besitzt jede Disziplin eine eigenständige Terminologie. Teilweise werden Termini aber auch interdisziplinär genutzt und verstanden.

## Terminologien
- Karambolage – französischen Ursprungs. Besonders in der Disziplin Cadre werden von Schiedsrichter Ansagen auf Französisch genannt, die auch auf internationalen Turnieren von allen Spielern beherrscht werden müssen, aber auch können. Im Deutschen gibt es entsprechende Übersetzungen. → Hauptartikel: Liste der Karambolage-Begriffe
- Snooker – englischen Ursprungs. → Hauptartikel: Liste der Snooker-Begriffe
- Poolbillard – US-amerikanischen Ursprungs.

Die unten angeführte Liste soll die allgemein verstandenen Billard-Begriffe aufzeigen. Sie beziehen sich im weitesten Sinne auf die am weitesten verbreitete Billarddisziplin, das Poolbillard.

## Allgemeine Begriffe

### A

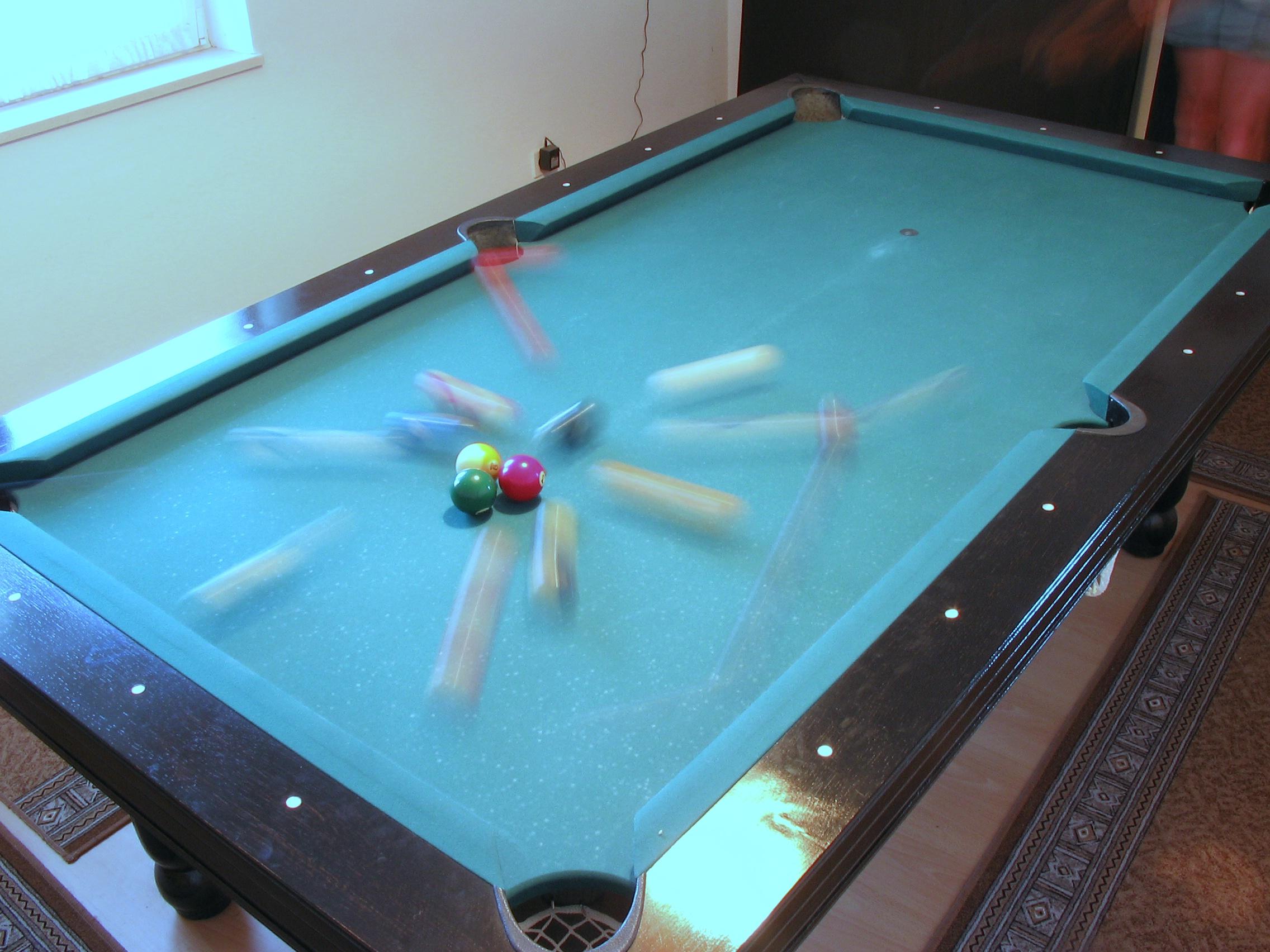
Anstoß

- Ansage bzw. Ansagespiel

Beim Poolbillard müssen, z. B. beim 8-Ball, die Tasche und der zu versenkende gewünschte Ball vor dem Stoß dem Mitspieler angesagt werden. Ist dies korrekt ausgeführt worden, geht die Aufnahme weiter. Fällt ein anderer Ball als der angesagte oder fällt er in eine andere Tasche, so ist dies zwar ein gültiger Stoß, aber der Spieler muss die Aufnahme dann an den Mitspieler abgeben. Der/Die versenkten Bälle bleiben in den Taschen.
- Anstoß oder Eröffnungsstoß

Damit wird das Spiel oder generell das Match eröffnet. Wer das Recht hat, diesen ersten Stoß durchzuführen, wird entweder durch den Bandenentscheid oder einen Münzwurf geklärt.
- Aufnahme

Die Aufnahme ist die Gesamtheit aller Stöße, die man ohne Fehler durchführen konnte. Die Aufnahme beginnt mit dem ersten Stoß, nachdem man vom Mitspieler den Tisch übernommen hat oder auch mit dem Eröffnungsstoß, wenn ein Match gerade erst begonnen hat. Passiert ein Foul, dann endet die Aufnahme. Sie endet logischerweise auch, wenn es gelingen sollte, alle erforderlichen Bälle zu versenken.
- Ausspielen oder Ausstoßen

Umschreibung für ein Verfahren, um im Poolbillard zu ermitteln, wer beginnen darf. Dabei spielen beide Mitspieler einen Spielball vom Kopffeld zur Fußband und die Bälle sollen so zurückrollen, dass sie möglichst nahe an der Kopfbande anhalten. Jener Ball, der näher ist, erlaubt dem Spieler den Beginn des Matches. Er hat aber auch das Recht, den Mitspieler dafür zu bestimmen.
- Ausstoßen

siehe Bandenentscheid

### B

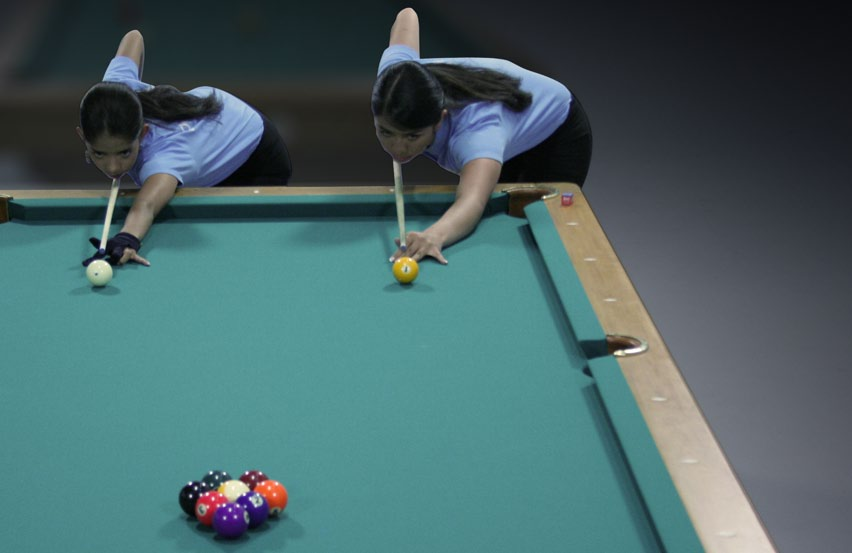
Zwei Spielerinnen beim Bandenentscheid

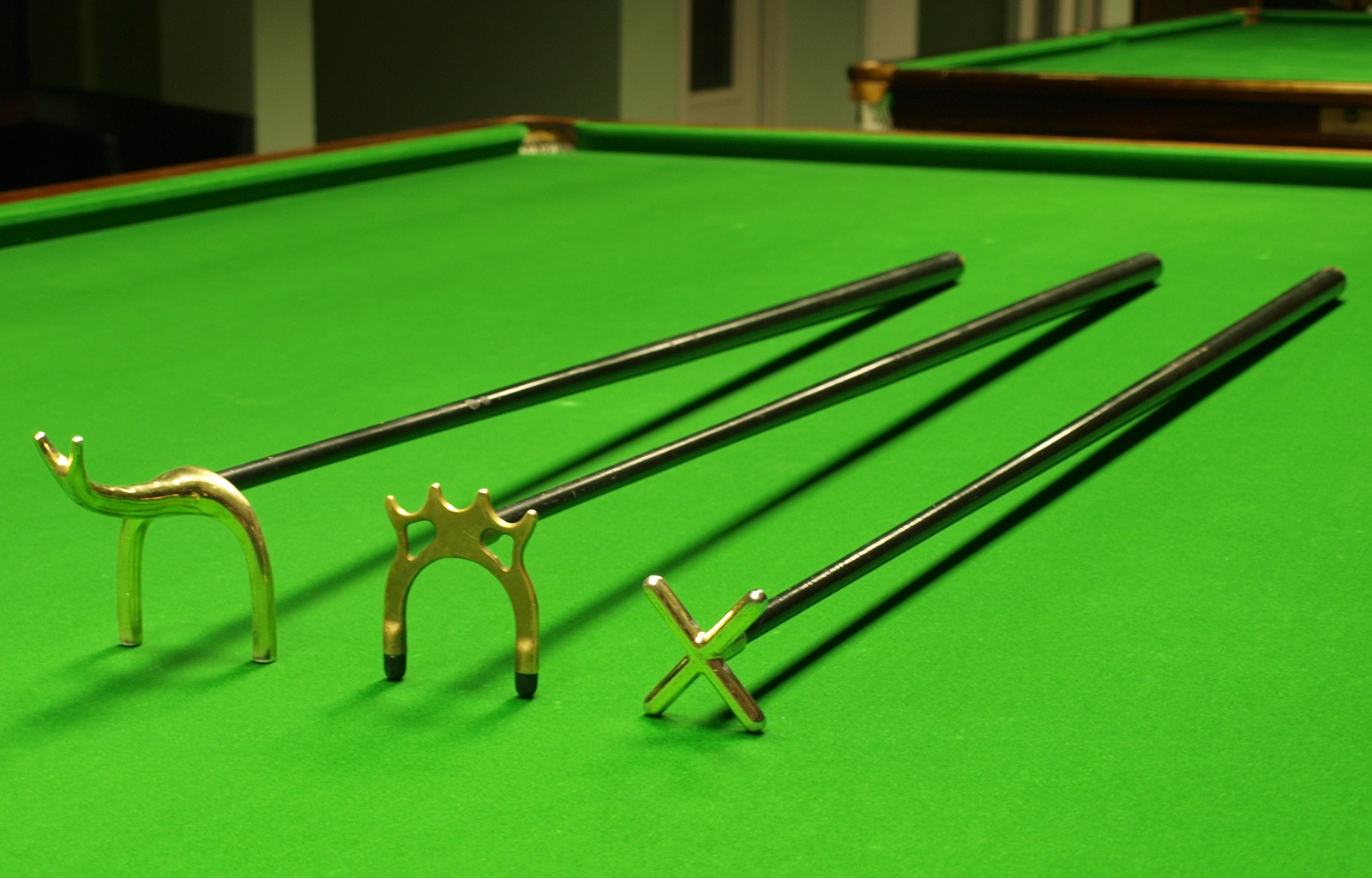
Verschiedene Brücken

Dessin: 2-Bänder um Gelb in die Ecktasche versenken zu können

- Ball-in-Hand

Das Recht, bei 14/1 endlos die „Weiße“ überall im Kopffeld, bei 8-Ball und 9-Ball auf dem gesamten Tisch zu platzieren.
- Ballkontakt

Mit dem Ballkontakt ist jener Zeitpunkt umschrieben, an dem der Queue mit seiner Spitze den Ball berührt. Je nachdem, mit welcher Wucht und mit welcher Dauer die Berührung durchgeführt wurde, bekommt der Spielball mehr oder weniger Energie und Drehung. Dieser kurze Moment entscheidet daher über das Gelingen des Stoßes.
- Bandeneffet oder -abschlag

siehe Effet
- Bandenentscheid

Um zu entscheiden, welcher Spieler das Spiel beginnen darf, spielen beide Spieler gleichzeitig einen Ball in Längsrichtung zur gegenüberliegenden Bande und wieder zurück. Der Spieler, dessen Ball am nächsten zur Bande des Anstoßpunktes zum Stillstand kommt, hat die Wahl.
- Bock (-hand)

Führung bzw. Führend für den Queue beim Stoß. Dieser kann ich verschiedenen, dem benötigten Stoß angepasste Ausführungen haben (offen, geschlossen, hoch …).
- Brücke

Auch Hilfsqueue oder „Oma“, hilft dem Spieler zur Lösung schwer zugänglicher Positionen.

### D
- Dessin

Die gewählte Stoßlösung, die zu der gewünschten Karambolage führen soll.
- Diamanten

Markierung auf den Banden. Die lange Bande wird in 8 und die kurze Bande in 4 gleiche Teile unterteilt. Sie werden für das Diamantensystem gebraucht.
- Diamantensystem

Ein Spielsystem, das vor allem erfahrene Spieler nutzen und bei dem sich von einer Kombination aus Erfahrung und numerischer Berechnung mit Hilfe der Diamanten für ein Dessin entscheiden.
- Doppel- oder Durchstoß

Es ist nach den Regeln bei einem Stoß den Ball nur ein Mal mit dem Queue zu berühren
- Dreieck

Rahmen zum Aufstellen der Bälle.

### E
- Effet

Rotation eines Balles um seine Achse. Zusätzliche Bewegungen des Spielballes (Drehungen; oft auch entgegen der Laufrichtung!), die durch dezentrales Treffen des Balles erreicht werden. Hierdurch kann der Bandenabschlag bewusst verändert werden.
- Extension

siehe Verlängerung

### F

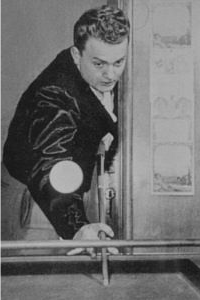
Raymond Steylaerts bei einem „Jump shot“

- Ferrule

Sie sitzt an der Spitze des Queues. Auf diesem meist aus Kunststoff oder (bei Snookerqueues) Messing bestehenden Teil werden die Lederspitzen angebracht. Die Ferrule schützt den Rest des Queues vor Rissen und dämpft harte Stöße gezielt ab. Auf ihr ist die Pomeranze befestigt. Die Ferrule von Break- oder Jumpqueues unterscheidet sich von der eines normalen Spielqueues, da diese Queues mehr Stoßkraft aushalten müssen, deshalb sind sie meist aus Stoffen mit höherer Festigkeit gefertigt. Das Material ist heute oft ein Kunststoff mit Gewebeeinlagen und benötigt keine weitere Pomeranze, es wird direkt mit der Ferrule gestoßen.
- Foul

Jeder Verstoß gegen die Regeln ist ein Foul und wird mit Strafpunkten und/oder der Abgabe der Aufnahme geahndet. Bei 8-Ball und 9-Ball erhält der Gegner zusätzlich Ball in die Hand.
- Freie Wahl oder offener Tisch

Beim Poolbillard wird so angedeutet, dass die Verteilung der voll- oder halbfarbigen Bälle nicht vom ersten gefallenen Ball beim Anstoß abhängt, sondern durch den ersten, regulär durch Ansage versenkten Ball festgelegt wird.
- Fußpunkt

Mittelpunkt der oberen Hälfte des Billardtisches. Auf dem Fußpunkt wird immer der vorderste Ball des Dreiecks aufgebaut.

### J
- Jump-Shot

Der Spielball wird zum Springen gebracht. Erlaubt ist dieser Stoß nur, wenn er von oben nach unten gestoßen wird, dazu wird der Queue in einem Winkel von mindestens 45° gehalten. Das „drunterschaufeln“, ein tief angesetzter, horizontaler Stoß, wird als Foul gewertet und beendet die Aufnahme. Beim Snooker ist dieser Stoß gänzlich verboten.

### K

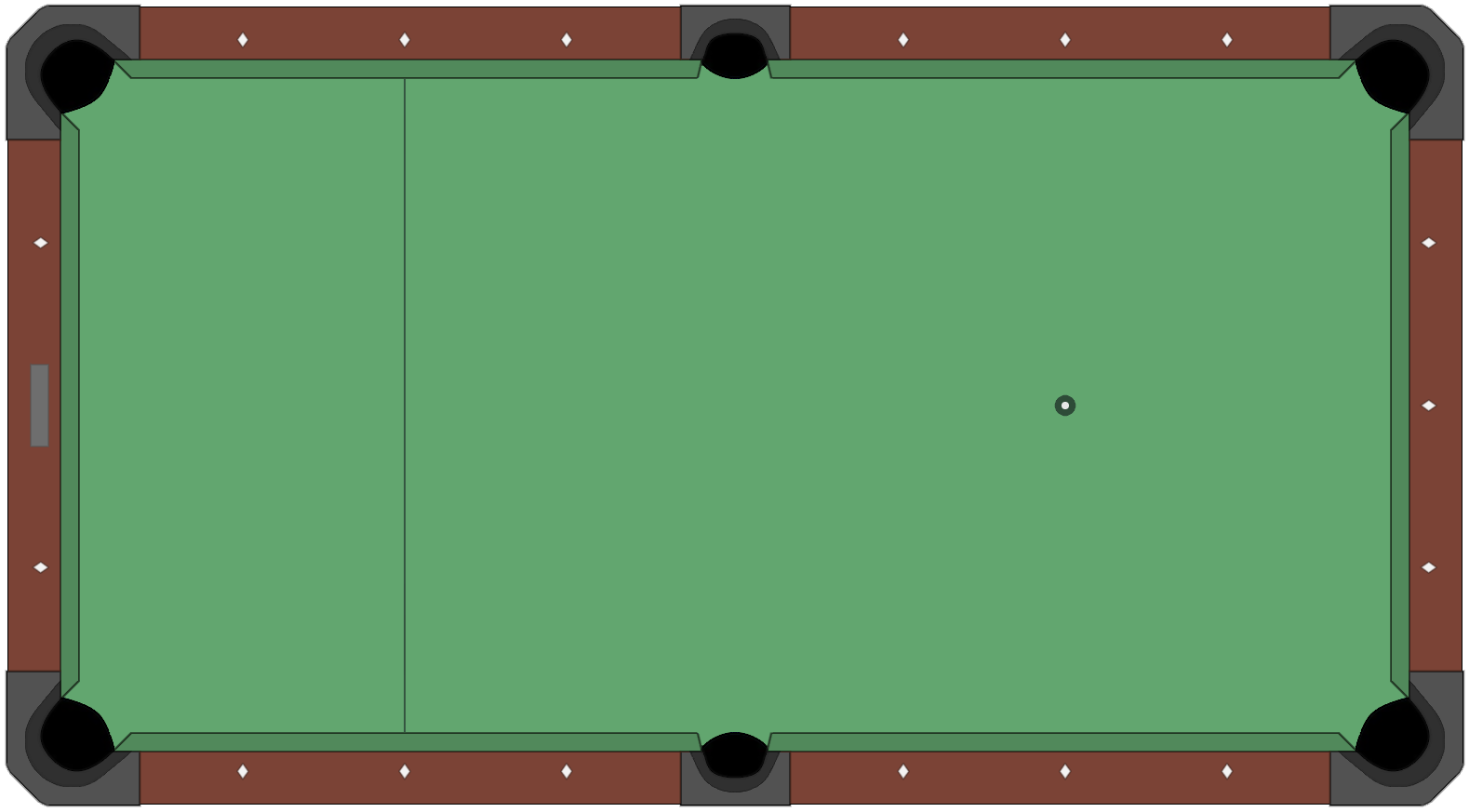
Kopffeld (links) mit Kopflinie, rechts der Fußpunkt

- Karambolage

Bedeutung 1: Ausdruck für eine regelgerechte Begegnung, das Zusammenprallen zweier Bälle.
Bedeutung 2: Das Billardspiel auf einem Tisch ohne Taschen und mit nur 3 Bällen (Weiß, Gelb und Rot).
- Kickser

Abspringen des Balles von der Queuespitze (Pomeranze), wenn dieses unzureichend präpariert ist (z. B. nicht gekreidet)
- Kiss Shot

Ein Kiss Shot wird in Spielsituationen durchgeführt, in denen ein direktes Einlochen eines Objektballes nicht möglich ist oder wenn sich daraus ein Vorteil für das Stellungsspiel erzielen lässt. Er gehört zu den Kombinationsstößen.
- Kleiderfoul

Ein Spieler darf zu keiner Zeit mit seiner Kleidung einen oder mehrere Bälle berühren und diese evtl. bewegen. Dies wird als Foul gewertet und führt zum Ende der Aufnahme. (s. auch Stockfoul)
- Kombinationsstoß

Der direkte Kombinationsstoß ist ein solcher, bei dem mit dem Spielball auf einen farbigen Ball gespielt wird, der direkt auf einen weiteren trifft und diesen versenkt. Ein indirekter Kombinationsstoß ist gegeben, wenn man mit dem Spielball auf einen farbigen Ball trifft, abgelenkt wird und dann erst auf den Ball trifft, der versenkt werden soll.
- Kopffeld

Beim Poolbillard das unterste Drittel des Tisches. Der Eröffnungsstoß muss aus dem Kopffeld heraus durchgeführt werden. Beim Snooker ist es die andere Seite.
- Kopflinie

Begrenzung des Kopffeldes
- Kopfpunkt

Mittelpunkt der Kopflinie
- Kopfstoß

Schwieriger Stoß von oben. Der weiße Spielball läuft eine Kurve.
- Kreiden

Unabdingbare Handlung um genug Haftung zwischen Pomeranze und Spielball herzustellen und Kickser zu vermeiden. Eine ungenügend gekreidete Pomeranze macht Effet- oder Springbälle nahezu unmöglich.

### L
- Laufball

siehe Nach- oder Vorläufer

### N
- Nach- oder Vorläufer

Eine Stoßart, bei der Ball I durch Effet (hoch treffen) nach der Karambolage mit Ball II weiter in gespielter Laufrichtung (nachlaufend) zu Ball III geführt wird.

### O
- Overtime

siehe Verlängerung

### P
- Pomeranze

Die Lederspitze des Queues. Ohne sie wären keine Effetstöße möglich.
- Pressball

Zwei Bälle, die sich direkt berühren, oder ein Ball, der direkten Kontakt mit der Bande hat. Meist eine Stoßverschlechterung bedeutend.

### R

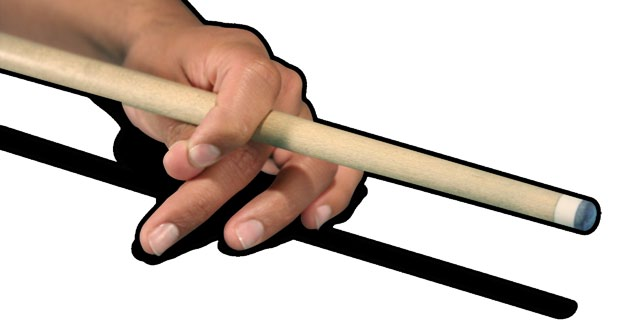
Der Schnabel

- Rückläufer oder Rückzieher

Ein unterhalb der Mitte getroffener Spielball, der nach der Karambolage wieder auf den Spieler zurückläuft.

### S

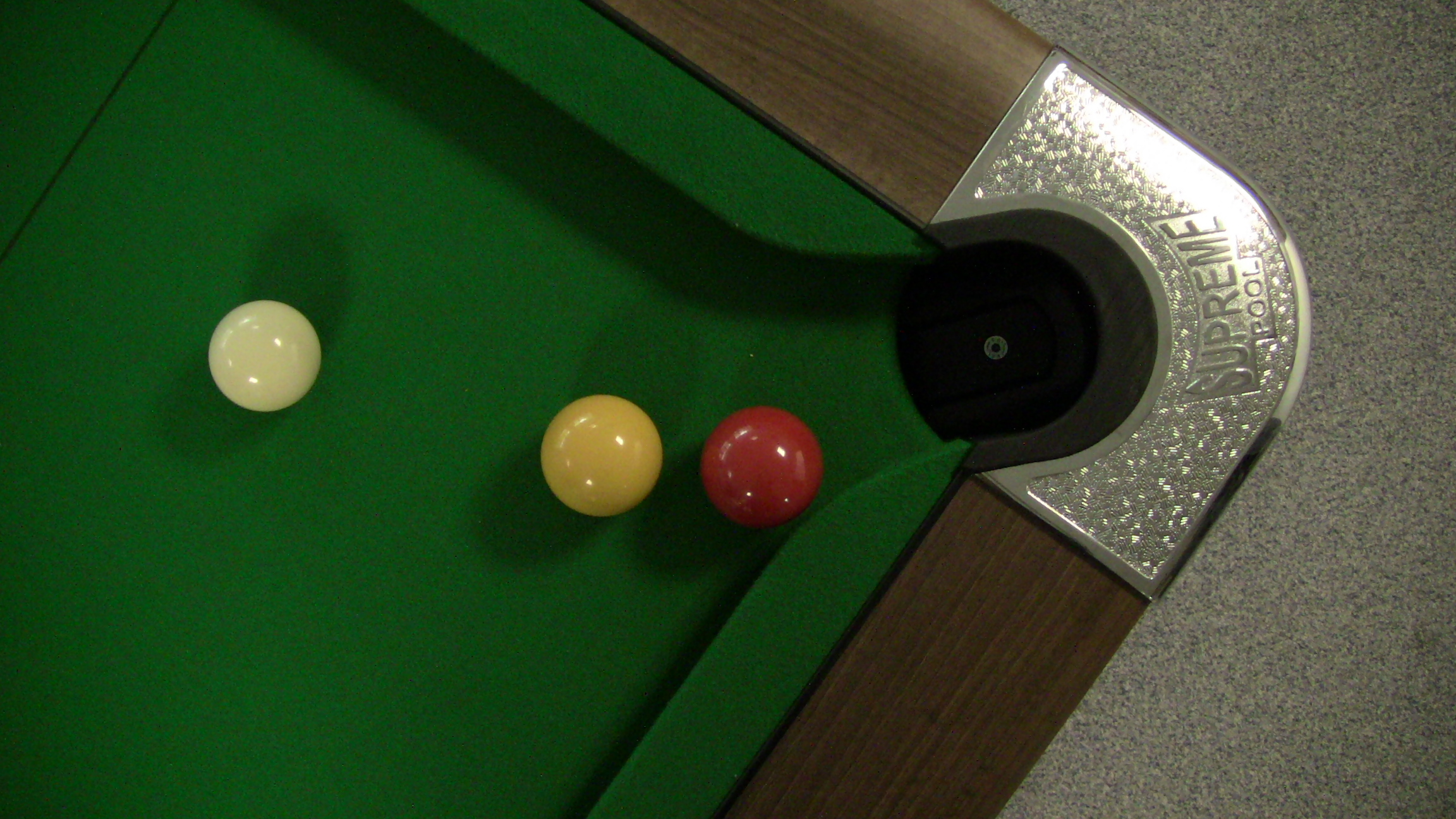
Tasche (Ecke)

- Schnabel

Der Teil des Queues von der Führhand bis zur Spitze
- Scotch Doubles

Spielweise/-modus für Teams bei abwechselnder Aufnahme
- Serie

Mehrere Bälle hintereinander versenken
- Shot clock

Uhr zur zeitlichen Begrenzung von Spielzügen (Stößen) (z. B. 40 Sekunden) mit der Möglichkeit zwei oder drei Mal zu verlängern.
- Sicherheit

Spielzug im Poolbillard, der angekündigt wird und das Ziel hat, weder Ball noch Bande zu treffen, aber eine schwierige Situation dem Mitspieler zu hinterlassen. Danach gibt der Spieler die Aufnahme ab und darf nicht mehr weiterspielen, auch wenn ein Ball versenkt wurde.
- Spielball

Der Ball, der regelkonform mit dem Queue gestoßen werden darf. Beim Pool und Snooker ist dies der Weiße, beim Karambolage Weiß oder Gelb
- Springball

siehe Jump-Shot
- Stockfoul

Sollte ein Spieler beim Ansetzen zum Stoß oder nach Beendigung desselben einen oder mehrere Bälle mit seinem Queue (Stock) berühren, so wird dies als Foul gewertet und die Aufnahme ist beendet. Es dürfen keine Bälle dadurch bewegt werden. (s. auch Kleiderfoul)
- Stoppball

Stoß, bei dem der Spielball so gespielt wird, dass er nach dem Kontakt mit einem Objektball sofort still liegen bleibt

### T

Vorbänder

- Tasche

Eines von 6 Löchern im Poolbillard- oder Snookertisch, das zum Versenken der Bälle dient. Der Eingang zu diesen Taschen (Tascheneinlauf) ist bei Pooltischen gerade, bei Snookertischen rund. Die Taschen sind bei Snooker- auch kleiner als bei Pooltischen.
- Tempo

Methodisch erzielte Laufgeschwindigkeit der Bälle zur sicheren Einstellung
- Timeout oder auch Time-out

im Karambolagebereich hat sich für die Stoßzeitverlängerung (2 oder 3 Mal möglich) fälschlicherweise dieser Begriff verbreitet, obwohl er im eigentlichen Sinn die Auszeit, also eine Pause, meint. Selbst die UMB nutzt „Time-Out“ in ihren Regelwerken. Es ist nicht bekannt, ob die UMB diese falsche Begriffsnutzung ausgelöst hat oder es durch die Spieler stattfand.
- Tuch

Bespannstoff für Billardtische, in der Regel aus hochwertigem Kammgarn

### V
- Verlängerung oder auch Extension/Overtime

ist die zeitliche Verlängerung  der Stoßzeitbegrenzung. Wird eine Shot clock eingesetzt, meist ab der Spielklasse Bundesliga aufwärts, so hat der Spieler die Möglichkeit, je nach Turnierregeln, nach Ablauf der regulären Stoßzeit (je nach Turnier unterschiedlich zwischen 30 und 50 Sekunden), diese zwei- oder dreimal um dieselbe Länge zu verlängern. Obwohl falsch im Gebrauch, wird auch oft von Timeout gesprochen. Dies beschreibt jedoch ein Anhalten der Zeitbegrenzung.
- Vorbänder: Eine Stoßart, bei der zuerst eine Bande angespielt wird, bevor ein Ball getroffen wird.

### Z
- Zieher oder Zugball

siehe Rückläufer